# Heinrich Domnich

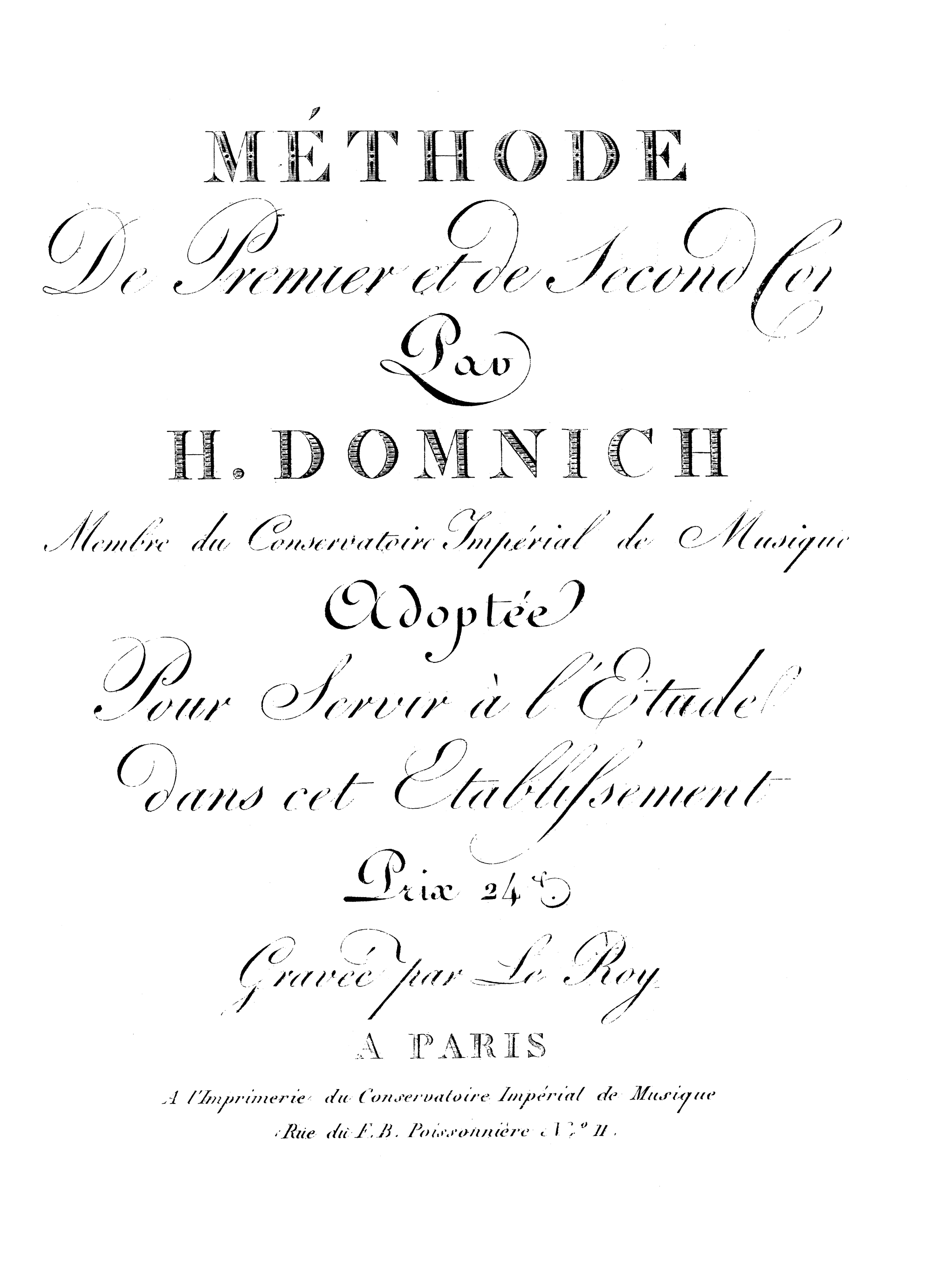
Methode de premier et de second cor (Titelblatt)

Heinrich Domnich (* 13. März 1767 in Würzburg; † 19. Juni 1844 in Paris) war ein Hornist, Komponist und Professor am Pariser Konservatorium.

## Leben
Domnich trat bereits als zwölfjähriger Knabe in mehreren von ihm selbst komponierten Hornkonzerten zu Würzburg auf. Zu seiner weiteren Ausbildung verließ er seine Vaterstadt, weil er dort nicht die nötige Unterstützung fand, begab sich zuerst nach Mainz in die Dienste des Grafen Eltz, bald aber, in seinen Hoffnungen getäuscht, von da nach Paris, wo er an dem berühmten Hornisten Giovanni Punto einen Lehrer und Beschützer gewann und sich unter dessen Leitung zu einer Zelebrität unter den Pariser Hornvirtuosen ausbildete. An dem neu errichteten Konservatorium zu Paris erhielt er die erste Professur des Horns, welches Amt er viele Jahre verwaltete und zwar mit Verdienst und Ruhm sowohl durch seine eigenen Vorträge als durch Heranbildung ausgezeichneter Hornvirtuosen. Zudem begründete er die Einteilung des Horns in ein erstes und zweites, zu welchem Zweck er sein Werk: „Méthode du premier et du second cor à l’usage du Conservatoire“ verfasste, das bis zu Louis François Dauprat als die beste Hornschule galt. Ebenso fanden seine mehrfachen Kompositionen für das Horn (Konzerte, Variationen, Duette und Quartette) und seine Romanzensammlungen großen Beifall. Wegen seiner Verdienste schätzte und dekorierte ihn Napoleon.
Obwohl Domnich unbemittelt aus Würzburg ausgewandert war, hinterließ er bei seinem Tod ein über eine Million Francs umfassendes Vermögen, das er durch seine ansehnliche Besoldung, durch Unterricht und durch Benutzung von Rentenanstalten erworben hatte. Seine Gattin, die Gräfin Louise de Mondran geborene de Chaperon, war vor ihm gestorben.

## Werke
- Méthode du premier et du second cor à l’usage du Conservatoire, Paris [1805] und spätere Auflagen u. a. bei Schott, Mainz
- Symphonie concertante pour deux cors, Paris, Magasin de Musique du Conservatoire.